# Konstantin Kharkov
Konstantin Wjatscheslawowitsch Kharkov (russisch Константин Вячеславович Харьков, * 23. Februar 1997 in Moskau) ist ein kroatischer Wasserballspieler. Er gewann bis 2024 mit der kroatischen Nationalmannschaft eine Silbermedaille bei Olympischen Spielen sowie eine Goldmedaille bei Weltmeisterschaften. Bei Europameisterschaften erkämpfte er je einmal Gold und Silber. 

## Sportliche Karriere
Konstantin Kharkov ist in Russland geboren und hat in Moskau studiert. Ab 2018 spielte er in Kroatien, zunächst bei Mladost Zagreb, 2021 wurde er mit Mladost kroatischer Meister. 2024 spielte er bei VK Jadran Split. Kharkov erlangte 2021 die kroatische Staatsbürgerschaft und spielt seither in der kroatischen Nationalmannschaft.
2022 gewannen die Kroaten im Viertelfinale der Weltmeisterschaft in Budapest mit 14:12 gegen Serbien. Nach einer 5:10-Niederlage gegen die Spanier im Halbfinale verloren die Kroaten im Spiel um den dritten Platz gegen die Griechen. Zwei Monate später bei der Europameisterschaft in Split gewannen die Kroaten das Halbfinale mit 11:10 gegen Italien und siegten im Finale mit 10:9 über Ungarn. Bei der Weltmeisterschaft 2023 in Fukuoka verloren die Kroaten in den Play-offs gegen Montenegro und belegten am Ende den neunten Rang. Im Januar 2024 bei der in Zagreb und Dubrovnik ausgetragenen Europameisterschaft bezwangen die Kroaten im Halbfinale die Ungarn. Im Finale unterlagen sie den Spaniern mit 10:11. Einen Monat später bei der Weltmeisterschaft in Doha gewannen die Kroaten im Viertelfinale mit 15:13 gegen die Serben, Kharkov erzielte in diesem Spiel zwei Tore. Sowohl das Halbfinale gegen Frankreich als auch das Finale gegen die Italiener gewannen die Kroaten erst im Penaltyschießen. Bei den Olympischen Spielen 2024 in Paris belegten die Kroaten in der Vorrunde den vierten Platz. Im Viertelfinale besiegten sie die Spanier und im Halbfinale die Ungarn. Im Finale trafen sie auf Serbien, den Vierten der anderen Vorrundengruppe, und unterlagen 11:13. Kharkov hatte im Finale 20 Minuten Spielzeit und erzielte zwei Treffer.